# Solaria cuspidata
Solaria cuspidata är en amaryllisväxtart som först beskrevs av William Henry Harvey och John Gilbert Baker, och fick sitt nu gällande namn av Pierfelice Ravenna. Solaria cuspidata ingår i släktet Solaria och familjen amaryllisväxter. Inga underarter finns listade i Catalogue of Life.